# Eurycyde clitellaria
Eurycyde clitellaria är en havsspindelart som beskrevs av Stock, J.H. 1955. Eurycyde clitellaria ingår i släktet Eurycyde och familjen Ammotheidae. Inga underarter finns listade i Catalogue of Life.